# Schizachyrium impressum
Schizachyrium impressum är en gräsart som först beskrevs av Eduard Hackel, och fick sitt nu gällande namn av Aimée Antoinette Camus. Schizachyrium impressum ingår i släktet Schizachyrium och familjen gräs. Inga underarter finns listade i Catalogue of Life.